# Гиоев, Хасанбек Георгиевич
Хасанбе́к Гео́ргиевич Гио́ев (осет. Гиоты Георгийы фырт Хасанбек; 9 января 1927, Владикавказ Северо-Осетинская АО — 2010) — советский борец вольного стиля, тренер. Мастер спорта СССР (1956). Заслуженный тренер СССР по вольной борьбе (1957). Арбитр международной категории (1959).

## Биография
Родился 9 января 1927 года в городе Владикавказ, Северо-Осетинская АО.
В 1949 году первым из осетинских борцов стал чемпионом РСФСР. В 1959 год получил звание судьи международной категории. Первый осетин, ставший тренером сборных команд РСФСР и СССР. Ни в школе, ни в самостоятельной трудовой жизни Хасанбек не думал о каком-либо спорте, но встретив в Ростове-на-Дону трёхкратного чемпиона СССР Георгия Термолаева, он решил заняться вольной борьбой. В 1948 году принял участие в чемпионате города по греко-римской борьбе и завоевал золотую медаль. В 1949 году вернулся во Владикавказ.
Пятикратный чемпион РСФСР (1949, 1950, 1952, 1953, 1955).
В 1955 году подготовил сборную РСФСР к международной встрече в Болгарии, где наша сборная одержала победу. В 1957 году подготовил сборную СССР с состязанию со сборной Ирана, где наши борцы одержали убедительную победу. Семь лет был одним из тренеров сборной команды СССР по вольной борьбе (1957—1962).
В 1955 году окончил факультет физического воспитания и спорта Северо-Осетинского государственного университета имени Коста Левановича Хетагурова.
За свою карьеру подготовил 30 мастеров спорта, среди них заслуженный мастер спорта Борис Кулаев, мастера спорта — Борис Абаев, Таузбек Дзахсоров, Дзанте Мирзоев, Илья Драев, Хасан Кочиев и другие.
Скончался в 2010 году. Похоронен на Аллее Славы во Владикавказе.

## Награды и звания
- Медаль «За трудовую доблесть» (27.04.1957) — «за успехи, достигнутые в деле развития массового физкультурного движения в стране, повышения мастерства советских спортсменов, и успешное выступление на международных соревнованиях»
- Грамота «Всемирной Федерации любительской борьбы»
- Заслуженный работник физической культуры СОАССР (1989)
- Заслуженный работник физической культуры России